# Paytug
Paytug (in uzbeco Poytug'; in russo Пайтуг, Pajtug) è il capoluogo del distretto di Izboskan nella regione di Andijan, in Uzbekistan. Ha una popolazione (calcolata per il 2010) di 27.632 abitanti. La città si trova nella valle di Fergana, circa 15 km a nord di Andijan.